# Lampranthus amoenus
Lampranthus amoenus är en isörtsväxtart som först beskrevs av Salm-dyck, och fick sitt nu gällande namn av Nicholas Edward Brown. Lampranthus amoenus ingår i släktet Lampranthus och familjen isörtsväxter. Inga underarter finns listade i Catalogue of Life.

## Bildgalleri

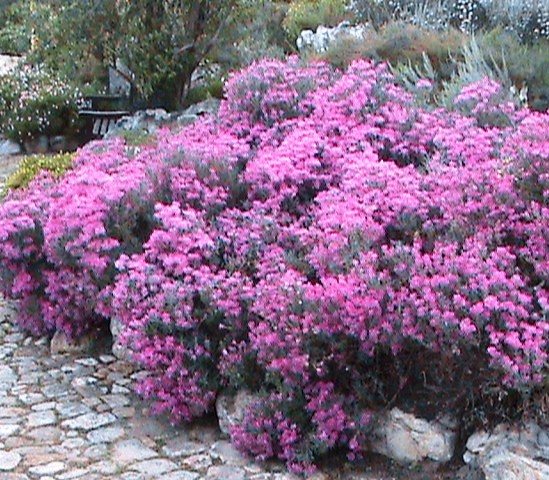
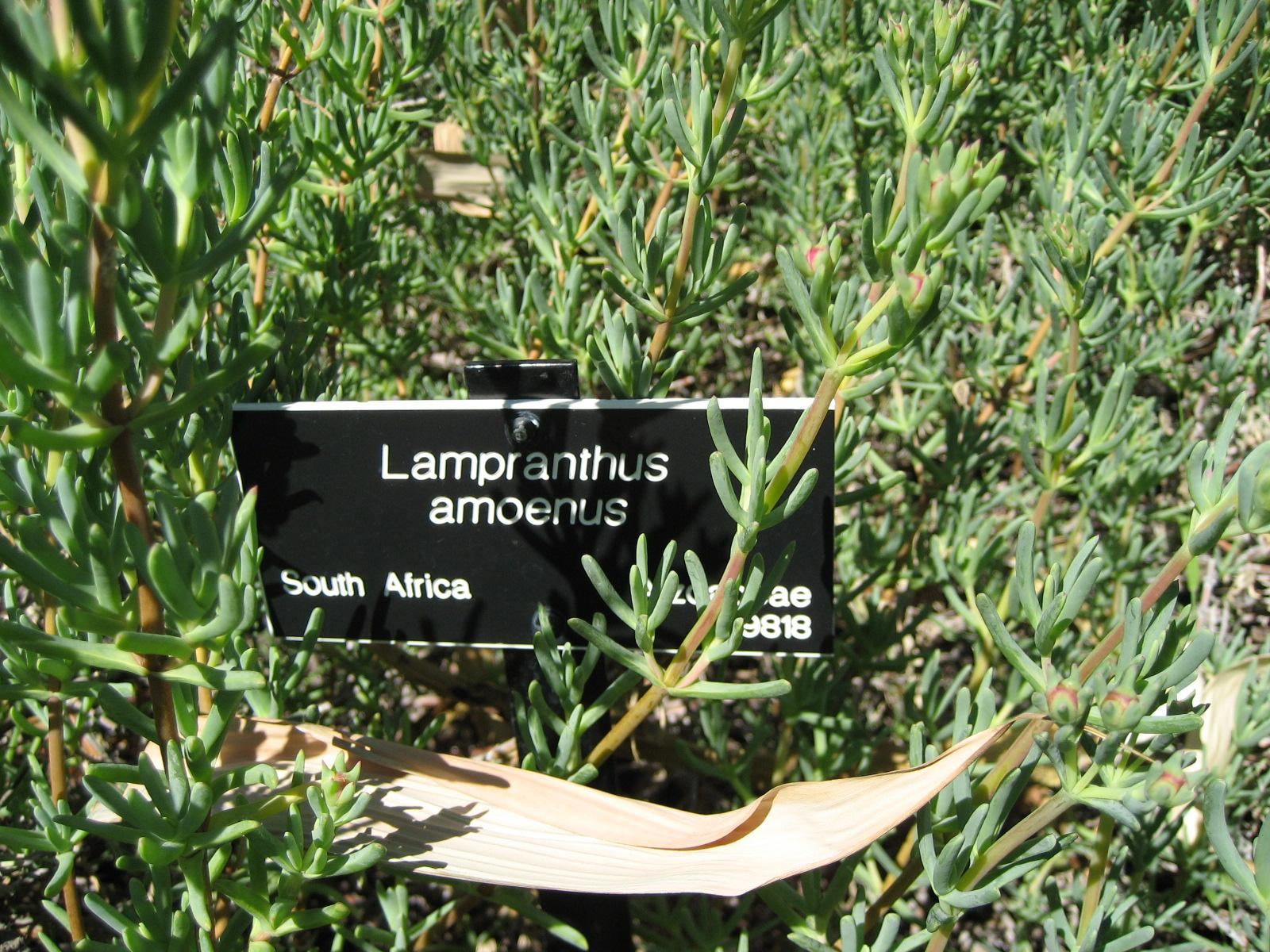